# David Gubbins
David Gubbins (31 de maio de 1947) é um geofísico britânico. Suas áreas principais de pesquisa envolvem o mecanismo do campo magnético terrestre e a sismologia.

## Obras
- Theories of geomagnetic and solar dynamos, Reviews of Geophysics and Space Physics, Band 12, 1974, p. 137-154
- The Earth´s magnetic field, Contemporary Physics, Band 25, 1984, p. 269-290
- mit Charles R. Carrigan: Wie entsteht das Magnetfeld der Erde ?, Spektrum der Wissenschaft, April 1979
- mit Jeremy Bloxham: Die Entwicklung des Erdmagnetfeldes, Spektrum der Wissenschaft, Februar 1990
- Herausgeber mit Emilio Herrero-Bervera Encyclopedia of geomagnetism and palaeomagnetism, Springer 2007 (verschiedene Artikel daraus sind von ihm: Core-based inversions of the main geomagnetic field, Periodic Dynamos, D`` and F layers, symmetry properties of geodynamo, dimensional analysis and time scales of geodynamo, inner core tangent cylinders, time averaged paleomagnetic field und verschiedene Biographien)
- Time series analysis and inverse theory for geophysicists, Cambridge University Press 2004
- Seismology and plate tectonics, Cambridge University Press 1990